# Methexis
Methexis (griechisch μέθεξις „Teilhabe“, selten mit „Teilnahme“ übersetzt) ist ein Begriff der antiken Philosophie. Er wird in der Metaphysik zur Beschreibung des Verhältnisses zwischen Dingen und ihren Bestimmungen oder allgemein zwischen ontologischen Entitäten, die Gemeinsamkeiten aufweisen, verwendet. Das zugehörige Verb heißt metéchein (Anteil haben, teilnehmen, wörtlich: mit-haben). Das Wort Methexis stammt aus der Alltagssprache, seine philosophische Bedeutung hat es von Platon erhalten. Lateinisch wird es mit participatio wiedergegeben, englisch mit participation. Daher spricht man auch von „Partizipation“, doch hat dieses Wort auch andere Bedeutungen, die nichts mit Methexis im philosophischen Sinn zu tun haben.

## Ontologische Voraussetzungen
In den hierarchisch geordneten ontologischen Systemen Platons und der Platoniker ist das Allgemeine generell höherrangig als das Besondere und Individuelle. Eine Beziehung zwischen einem Allgemeineren und einem Spezielleren beruht darauf, dass das Allgemeinere Urbild und erzeugende Instanz ist, das Speziellere dessen Abbild und Erzeugnis und als solches relativ unvollkommen. Zwischen ihnen besteht ein Teilhabeverhältnis. Das Teilhabeverhältnis zwischen dem teilhabenden Spezielleren und dem Allgemeineren, an dem es „Anteil hat“, ist dadurch charakterisiert, dass das Speziellere mit bestimmten Einschränkungen die Natur des Allgemeineren aufweist und dadurch gewissermaßen an seiner Natur „beteiligt“ ist. Weil es diese Natur aber nicht in ihrer Gesamtheit besitzt, sondern nur auf relativ unvollständige, unvollkommene Weise, und weil es außerdem auch noch weitere Bestimmungen hat, ist es mit dem, an dem es teilhat, nicht wesensgleich oder identisch.
Das jeweils Höherrangige bringt das Niedrigere hervor, indem es ihm bestimmte Aspekte seines eigenen Wesens zukommen lässt, soweit die von Natur aus begrenzte Aufnahme- und Verwirklichungsfähigkeit des Niedrigeren dies gestattet. Das bedeutet, dass das Niedrigere am Höheren teilhat. Die Teilhabe bezieht sich auch darauf, dass das ontologisch Niedrigere dem Höheren seine Existenz verdankt.

## Das Teilhabe-Konzept in Platons Ideenlehre
Platon benötigt zur Darstellung seiner Ideenlehre die Begriffe methexis und metechein, wobei er das Verb bevorzugt. Er bezeichnet damit das Verhältnis der einzelnen Dinge der Sinneswelt zu den platonischen Ideen. „Dinge“ in diesem Sinn sind nicht nur materielle Objekte, sondern auch Ereignisse und Handlungen. Die Ideen sind nach der Ideenlehre nicht bloße Vorstellungen im menschlichen Geist, sondern bilden eine eigenständige, objektiv existierende metaphysische Wirklichkeit. Sie sind die Urbilder, nach denen die einzelnen Dinge in der sinnlich wahrnehmbaren Welt gestaltet sind. Ihnen verdanken die Dinge die Gesamtheit ihrer Eigenschaften. Beispielsweise ist ein großes Ding nicht aufgrund seiner eigenen Beschaffenheit groß, sondern durch seine Teilhabe an der Idee der Größe. Als Abbilder haben die Dinge an ihren Urbildern teil, und zwar jedes Ding an mehreren Ideen und an jeder Idee eine Vielzahl von Dingen. Jedes Ding ist durch seine verschiedenen Teilhabebeziehungen konstituiert. Es hat an so vielen Ideen teil, wie es Eigenschaften aufweist. Das Ausmaß der Teilhabe ist unterschiedlich, es hängt von der Beschaffenheit des Teilhabenden ab. Außerdem ist die Teilhabe eines Dings an einer bestimmten Idee in manchen Fällen nicht konstant, sie kann durch Veränderungen des Teilhabenden wachsen und abnehmen, beginnen und enden. Es gibt eine Art der Teilhabe, die vom Wesen eines Dings untrennbar ist (beispielsweise die Teilhabe der unsterblichen Seele am Leben), und eine nur zeitweilige Teilhabe, die entsteht oder wegfällt (beispielsweise Teilhabe eines Körpers an Ruhe oder Bewegung).
Die Vorstellung der Teilhabe soll den Zusammenhang zwischen den Ideen und den Dingen der Sinneswelt verständlich machen. Allerdings führt dieses Konzept zu einer Reihe von Problemen, die in Platons Dialog Parmenides erörtert, aber nicht gelöst werden. Es gelingt dort vorerst nicht, die Frage nach der Art der Teilhabe des phänomenal Gegebenen an den Ideen widerspruchsfrei zu beantworten. In späten Dialogen verwendet Platon für das Verhältnis der Dinge zu den Ideen nicht mehr die Bezeichnung Teilhabe, sondern charakterisiert es als Nachahmung (mímēsis).
Während bei Sachen die Teilhabe seitens des Teilhabenden ein rein passives Aufnehmen von Eigenschaften ist, kommt beim Menschen, wenn er an den Ideen einzelner Tugenden teilhat, eine aktive Rolle des Teilhabenden ins Spiel, insoweit er sich um die Erlangung der Tugend bemüht.
Eine andere Art von Teilhabe betrifft Übereinstimmungen zwischen Entitäten, bei denen es nicht darum geht, dass etwas ontologisch Niedrigeres am Höheren teilhat. Von solcher Art sind Gemeinsamkeiten zwischen den Ideen selbst. Solche Beziehungen betrachtet Platon ebenfalls als Teilhabeverhältnisse, wobei er auch wechselseitiges Teilhaben annimmt. In diesen Fällen ist auch von Gemeinschaft (koinōnía) die Rede. Dabei stellt sich die spezielle Frage der Teilhabe einer Idee an sich selbst („Selbstprädikation“). Die Selbstprädikation (beispielsweise die Aussage „Die Idee der Schönheit ist selbst schön“) führt zu Schwierigkeiten der Ideenlehre, die als Argumentation des „Dritten Menschen“ bekannt sind.

## Die Auffassung des Aristoteles
Aristoteles, der die Ideenlehre seines Lehrers Platon verwirft, verzichtet auch auf die zugehörige Vorstellung der Teilhabe. Er meint, es handle sich beim Teilhaben nicht um einen philosophischen Begriff, da es keine saubere Definition dafür gebe. Der Ausdruck sei für eine philosophische Argumentation unbrauchbar, es handle sich nur um ein leeres Wort und eine poetische Metapher, deren Bedeutung Platon nicht untersucht habe. Dennoch verwendet Aristoteles gelegentlich das Verb metechein (Anteil haben). In seiner Topik definiert er es als „die Begriffsbestimmung dessen, woran teilgenommen wird, an sich nehmen“. Gemeint ist, dass alle Merkmale, die den Begriff dessen, woran teilgenommen wird, ausmachen, auch Merkmale des Teilhabenden sind. Beispielsweise hat die Art „Mensch“ an der Gattung „Lebewesen“ Anteil, weil alle Merkmale, die den Begriff „Lebewesen“ ausmachen, auch Merkmale des Menschen sind. Umgekehrt hat jedoch die Gattung „Lebewesen“ nicht an der Art „Mensch“ Anteil, weil nicht alle Merkmale des Menschen auch ihre Merkmale sind. Nach der Lehre des Aristoteles kann immer nur etwas Niederes, mit mehr Merkmalen Ausgestattetes am Höheren, durch weniger Merkmale Bestimmten teilhaben, beispielsweise ein Individuum an seiner Art oder eine Art an einer Gattung.
Nach der Auffassung des Aristoteles pflanzen die Lebewesen sich fort, „damit sie, soweit sie es vermögen, am Ewigen und Göttlichen teilhaben“. Zu solcher Teilhabe sind die einzelnen Individuen als solche zwar nicht in der Lage, da sie vergänglich sind, doch können sie wenigstens ihrer jeweiligen Art Fortdauer ermöglichen.

## Neuplatonismus
Im Neuplatonismus wird Platons Konzept der Teilhabe aufgegriffen. Plotin führt alle Gemeinsamkeiten zwischen verschiedenen Dingen darauf zurück, dass sie jeweils an der gleichen Idee teilhaben. Die Teilhabe vervielfältigt das Merkmal, das ihnen gemeinsam zukommt, und ermöglicht so dessen verbreitetes Auftreten. So hat alles Seiende Anteil am Sein, das Plotin mit dem kosmischen Nous (der Weltvernunft) gleichsetzt, und alle schönen Dinge sind durch ihre Teilhabe an der Idee des Schönen schön; diese Teilhabe bewirkt, dass sie untereinander in dieser Hinsicht übereinstimmen. Im Teilhabenden ist das, woran es teilhat, gegenwärtig. Der Grundsatz, dass das Teilhabende das Wesen desjenigen, an dem es teilhat und das insofern in ihm anwesend ist, aufweisen muss, ist für Plotins Theodizee von Bedeutung. Er weist darauf hin, dass der ganze sinnlich wahrnehmbare Kosmos an der Gottheit, die in ihm gegenwärtig sei, teilhabe. Daher könne sein Wesen nicht dem Wesen der Gottheit fundamental entgegengesetzt sein. Somit könne der Kosmos nicht schlecht sein. In ihm könne kein widergöttliches Prinzip herrschen, wie die Gnostiker meinten, deren Lehre von einem von Natur aus schlechten Kosmos Plotin bekämpft.
Plotins Schüler Porphyrios, der die aristotelische Logik in die neuplatonische Lehre einbaut, deutet in seiner Isagoge, einem Lehrbuch der Logik, die Zugehörigkeit von Individuen an einer Art als Teilhabe an ihr.
Der einflussreiche spätantike Neuplatoniker Proklos stellt den Grundsatz auf, dass die Art und das Ausmaß einer Teilhabe vom jeweils Teilhabenden abhänge. Dieses Prinzip wird später von Boethius aufgegriffen und dadurch in der mittelalterlichen Philosophie geläufig. Proklos nimmt neben dem Teilhabenden und dem, an dem es teilhat, noch ein drittes, höherrangiges Element an, das Unpartizipierte (to améthekton). Es steht ontologisch über dem Partizipierbaren, an dem das Teilhabende teilhat. Mit diesem Modell begegnet Proklos Einwänden gegen die Methexis-Lehre. Die platonische Idee selbst hält er für unpartizipierbar, das Partizipierbare dient als Bindeglied zwischen ihr und den teilhabenden Dingen.
In der christlichen Theologie knüpft insbesondere der einflussreiche spätantike Schriftsteller Pseudo-Dionysius Areopagita an das neuplatonische Konzept der Teilhabe an. Bei ihm handelt es sich um Teilhabe der Geschöpfe am Schöpfer.